# Gonocytisus
Genre
Gonocytisus est un genre de plantes à fleurs dicotylédones de la famille des Fabaceae, sous-famille des Faboideae, originaire de l'est du bassin méditerranéen, qui comprend trois espèces acceptées.

## Liste d'espèces
Selon The Plant List (17 octobre 2018) :
- Gonocytisus angulatus (L.)Spach
- Gonocytisus dirmilensis Hub.-Mor.
- Gonocytisus pterocladus (Boiss.)Spach